# Droga wojewódzka 704
Die Droga wojewódzka 704 (DW 704) ist eine 31 Kilometer lange Droga wojewódzka (Woiwodschaftsstraße) in der polnischen Woiwodschaft Łódź, die Jamno mit Brzeziny verbindet. Die Strecke liegt im Powiat Łowicki und im Powiat Brzeziński.

## Streckenverlauf
Woiwodschaft Łódź, Powiat Łowicki
-  Jamno (DK 14)
- Nowe Grudze
- Gzinka
- Wrzeczko
-  Łyszkowice (A 2)
- Trzcianka

Woiwodschaft Łódź, Powiat Brzeziński
- Teresin
- Kołacinek
- Kołacin
- Henryków
- Szymaniszki
-  Brzeziny (Brzeziny) (A 1, DK 72, DW 708, DW 715)